# 因蒂坎查山 (普羅格雷索區)
14°11′08″S 72°26′02″W / 14.18556°S 72.43389°W
因蒂坎查山（Intikancha），是秘魯的山峰，位於該國南部阿普里馬克大區，由格羅省的普羅格雷索區負責管轄，屬於安地斯山脈的一部分，海拔高度4,700米。